# Сварка алюминия
Сварка алюминия — сварка заготовок из алюминия или его сплавов. 

## Свариваемость
Особенности сварки алюминия и его сплавов связана с физическими и химическими свойства металла. Алюминий имеет малый удельный вес — 2,7 г/см3 , высокую электро- и теплопроводность, на его поверхности есть окисная плёнка, имеющая высокую температуру плавления 2050 °C, температура же плавления самого алюминия — около 660 °C. Сплавы алюминия с марганцем, кремнием, магнием и медью обладают большей прочностью, чем сам алюминий.
Тугоплавкая плёнка на каплях расплавленного металла препятствует сплавлению металла, поэтому при сварке необходима защита от воздуха. Такой защитой может быть сварка алюминия в среде с аргоном.
Значительная жидкотекучесть алюминия затрудняет управление сварочной ванной. Для быстрейшего охлаждения металла необходимо использование теплоотводящих подкладок.
Сварочное соединение алюминия и его сплавов склонно к образованию кристаллизационных трещин, что обусловлено растворением в металле водорода. В сплавах алюминия трещины возникают из-за повышенного содержания кремния. Металл обладает большой усадкой, что является причиной деформаций при остывании заготовок.
Значительная теплопроводность алюминия требует применения сварочного тока, превосходящего в несколько раз ток при сварке сталей.

## Способы сварки
Сварка алюминия производится с разрушением оксидной плёнки (очистка и обезжиривание) на его поверхности и защитой с помощью инертных газов. Перед сваркой металл подогревают. Подогрев металла проводится до температуры 250—300 °C для заготовок средних толщин, и до 400 °C — для толстых. Распространены следующие способы сварки:
- сварка вольфрамовым электродом в инертных газах (режим AC TIG);
- сварка полуавтоматами в среде инертных газов и автоматизированной подачей проволоки (режим DC MIG);
- сварка покрытыми плавящимися электродами без использования защитного газа (режим MMA).

Сразу после сварки детали промываются водой, а со шва удаляется шлак.

## Разнородная сварка
Алюминий можно сваривать с другими металлами. Особенности разнородной сварки металлов заключается в различии их температуры плавления, плотности, в коэффициентах линейного расширения. Процесс затруднён свойствами самого алюминия.
Сварка стали с алюминием и его сплавами выполняется аргонодуговой сваркой с вольфрамовым электродом. Перед сваркой кромки металлов очищаются и на них наносятся активирующее покрытие. Наиболее дешёвое из них — цинковое. В качестве присадочного материала используется проволока марки АД1 из чистого алюминия с присадкой кремния.
Особенностью сварки алюминия со сталью является расположение сварочной дуги:при сварке встык дуга ведётся по кромке алюминиевой детали, а присадка ведётся по кромке стальной детали. При этом жидкий алюминий натекает на поверхность стали, покрытой цинком.